# Número sequencial combinatório
Na matemática, o número sequencial combinatório (CSN) de uma dada combinação refere-se a posição desta no universo de combinações possíveis de um subconjunto de tamanho r em um conjunto n estabelecido.
{\displaystyle 0<csn\leq {n \choose r}\;}
Assim, por exemplo, em um jogo de 49/6 combinações (n/r), a combinação 6-7-16-20-28-47 equivale ao índice 6991908 (exatamente o ponto central do número total de combinações). A mesma combinação tem o índice 45148858 em um jogo de 69/6 combinações.

## Histórico
Históricamente a matemática sempre teve grande interesse em "combinações". As loterias e demais jogos de azar baseiam-se fortemente em análise combinatorial e probabilidade em seu funcionamento.
Nesse contexto, existem dois problemas recorrentes quando se trata desse ramo da matemática:
1. Determinar o índice (ou posição lexicográfica ou ainda número combinático) de uma dada combinação;
2. Construir uma combinação dado um determinado índice CSN.

A primeira tentativa de solucionar esses problemas foi feita em 1974. Nesse ano, B.P. Buckles & M. Lybanon criaram um programa de computador que construía combinações simples dado um índice conhecido (algoritmo ACM #515). Depois disso, diversos outros algoritmos surgiram com maior ou menor grau de complexidade, para atender outras classes de combinações.

## Conversão notação combinatorial para CSN
Demonstra-se abaixo uma fórmula genérica para cálculo do código CSN a partir de um dado vetor de elementos a previamente classificados em ordem crescente.
{\displaystyle csn={n \choose r}-{\sum _{i=1,k=(n-a_{r-i+1})}^{r}{\left\{{\begin{matrix}{0},&{\mbox{se }}k<i\\{k \choose i},&{\mbox{se }}k\geq i\end{matrix}}\right.}}}
Ou, alternativamente:
{\displaystyle csn={n! \over (r!(n-r)!)}-{\sum _{i=1,k=(n-a_{r-i+1})}^{r}{\left\{{\begin{matrix}{0},&{\mbox{se }}k<i\\{k! \over (i!(k-i)!)},&{\mbox{se }}k\geq i\end{matrix}}\right.}}}
Onde:
```
  n = número de elementos a serem combinados
  r = números por combinação
  a = vetor com a combinação desejada (a[1]=primeiro elemento)
```

Em notação computacional pode-se usar o seguinte algoritmo para realizar a conversão da notação combinatorial para o código CSN:
```
  x = 0
  Para i de 1 até r faça
    k = n - a[r-i+1] (edito para salientar que na codificaçao sera k=n-a(r-i) visto o array começar na posiçao zero)
    Se k >= i Então
       x = x + k!/(i!(k-i)!)
       // ou: x = x + combinação(k, i)
    Fim Se
  Fim Para
  CSN = (n!/(r!(n-r)!)) - x
  // ou: CSN = combinação(n, r) - x
```